# Aziatische optie
Een Aziatische optie (meestal Asian option genoemd) is een financieel instrument. Het is een exotische optie.
Een Aziatische optie is een optie die betrekking heeft op een onderliggende waarde die over een vastgestelde periode gemiddeld wordt in prijs. Door het middelen van de prijsbewegingen in de onderliggende waarde zijn de uitslagen veel kleiner. De verwachte  volatiliteit is veel lager dan bij normale opties en de prijs is daarom ook significant lager. De opties kunnen zowel in de vorm van calls of puts gebruikt worden. De Aziatische opties worden regelmatig verhandeld op valuta's en commodities waarin minder handelsvolume is. Voor het uitrekenen van het gemiddelde zijn er twee maten in gebruik, het rekenkundig gemiddelde en het meetkundig gemiddelde.
Deze vorm van opties zijn geïntroduceerd door de Japanse afdeling van de Amerikaanse bank Banker's Trust die ze gebruikte voor opties op olie. Omdat ze in Japan voor het eerst gebruikt zijn worden deze derivaten Aziatische opties genoemd.